# Reduto de Alegrete
O Reduto de Alegrete localizava-se em Alegrete, no estado brasileiro do Rio Grande do Sul.

## História
No contexto da Revolução Farroupilha (1835-1845), em 1842 na povoação de Alegrete, ocupada por uma força legalista de 700 homens sob o comando do Coronel Arruda, estes foram acometidos pelas forças farroupilhas de David Canabarro, em número duas vezes superior. O Coronel Arruda fortificou-se em um potreiro, onde resistiu por cinco dias até que a chegada de reforços legalistas afugentou os atacantes (SOUZA, 1885:131).
Trata-se, assim, de um simples entricheiramento de campanha.